# Jesús Roca
Jesús Roca (* 31. August 1960 in Mexiko-Stadt) ist ein ehemaliger mexikanischer Fußballspieler auf der Position eines Verteidigers.

## Laufbahn
Roca erhielt 1981 einen Profivertrag bei seinem Heimatverein Club América, mit dem er in den Spielzeiten 1983/84 und 1984/85 die mexikanische Fußballmeisterschaft gewann. 
Nach dem zweiten Erfolg wechselte er zum Stadtrivalen Necaxa. 
1983 absolvierte Roca zwei Länderspieleinsätze für die mexikanische Fußballnationalmannschaft.

## Erfolge
- Mexikanischer Meister: 1983/84, 1984/85